# 호세 차모트
호세 안토니오 차모트(스페인어: José Antonio Chamot, 1969년 5월 17일, 콘셉시온 델 우루과이 ~)는 아르헨티나의 전직 축구 선수이자 감독으로, 현역 시절 측면 수비수로 활약했는데, 주로 좌측 수비수로 기용되었지만, 우측으로 기용되기도 했으며, 드물게 중앙 수비수로 나서기도 했다.

## 클럽 경력
차모트는 콘셉시온 델 우루과이 출신으로, 아르헨티나의 로사리오 센트랄에서 축구를 시작해 이탈리아로 건너가 피사(1991-93), 포자(1993-94), 그리고 라치오(1994-98)에서 활동했다. 그는 라치오 시절에 세리에 A에서 손꼽히는 최고의 측면 수비수로 지명되었다. 그는 로마 연고 구단에서 마지막 시즌에 코파 이탈리아를 우승했다. 또한, 라치오 시절에 그는 피엘루이지 콜리나 심판의 손을 고의로 세게 잡아 1경기 출장 정지 징계를 받기도 했다.
차모트는 이후 스페인으로 둥지를 옮겨 아틀레티코 마드리드에서 1년 반을 보내다가 2000년 1월 이적 시장에서 거함 밀란에 입단하여 이탈리아에 합류하여 2003년까지 활약했고, 마지막 해에 챔피언스리그와 코파 이탈리아를 동시 석권했다. 그는 2003년 여름에 밀란을 떠나(당시 그는 밀란에서 주전 지위를 잃었다) 스페인의 레가네스로 이적했다. 1년 동안 잦은 부상에 허덕이던 차모트는 아르헨티나에 복귀해 축구를 시작한 친정 로사리오 센트랄에서 말년을 보냈으나,(2004-06) 이 곳에서도 잦은 부상으로 2006년 말에 은퇴를 선언했다.

## 국가대표팀 경력
차모트는 아르헨티나 국가대표팀에서 9년을 활약하면서 1994년, 1998년, 그리고 2002년에 3차례 월드컵에 참가했다. 그는 1994년과 1998년에 주전 좌측 수비수를 맡았고, 2002년에는 스웨덴과의 경기에 1번 우측 수비수로 출전했다.
그는 애틀랜타에서 열린 1996년 하계 올림픽에 출전해 은메달을 획득했는데, 그는 아르헨티나 선수단의 23세 초과 선수 3명 중 하나였다.

## 감독 경력
2009년 7월부터 2010년 3월까지, 차모트는 로사리오 센트랄의 수석 코치를 역임했다. 2010년 6월, 그는 리버 플레이트의 수석코치로 부임해 마티아스 알메이다 감독을 보좌했다. 그러나, 둘은 18개월 후인 2012년 11월에 구단을 떠났다.
2015년 12월 말, 그는 로사리오 센트랄의 유소년부 감독이 되었다. 그러나, 1년 후, 차모트는 새 계약에 합의를 보지 못하면서 감독직을 내려놓은 것으로 알려졌다. 그는 2017년 12월 19일에 로사리오 2군의 감독으로 취임하면서 현장에 복귀했다. 그는 이 직위를 2019년 3월 7일까지 유지했는데, 차모트는 이후 리베르타드 감독을 맡았다. 그러나, 차모트는 2019년 12월 12일에 구단을 떠났다.

## 수상
라치오
- 코파 이탈리아: 1997–98

밀란
- 챔피언스리그: 2002–03
- 코파 이탈리아: 2002–03